# Симеон (Холмогоров)
Архимандрит Симеон (в миру Михаил Михайлович Холмогоров; 29 сентября 1874, Кунгур, Пермская губерния — 9 сентября 1937, Иваново) — архимандрит Русской православной церкви. Духовный писатель. Близкий друг архиепископа Феодора (Поздеевского).

## Биография
Родился в семье священника.
В 1899 году поступил в Казанскую духовную академию. Принял постриг с именем святого Симеона Верхотурского. Близким другом Симеона по Казанской духовной академии был Феодор (Поздеевский). В 1903 году окончил Академию со степенью кандидата богословия. Затем в течение года состоял профессорским стипендиатом по кафедре патрологии.
10 августа 1904 года был определён преподавателем гомилетики, литургики и практического руководства для пастырей в Оренбургскую духовную семинарию, где преподавал одновременно библейскую историю ученикам 2-го класса.
Состоял членом-сотрудником комиссии по организации и ведению народных чтений, законоучителем и заведующим воскресной мужской школой для взрослых, затем — членом-казначеем Оренбургского епархиального училищного совета и законоучителем 7-го класса реального училища.
В начале 1906 года указом Священного синода назначен на должность инспектора Тамбовской духовной семинарии, где ректором в то время был архимандрит Феодор (Поздеевский). В Тамбовской духовной семинарии отец Симеон преподавал также Священное Писание.
В то время Тамбовская семинария, как и многие другие, была охвачена революционными настроениями. 2 мая 1906 года было совершено покушение на жизнь ректора архимандрита Феодора.
4 ноября отец Симеон был назначен ректором Тамбовской духовной семинарии. 19 ноября епископом Тамбовским Иннокентием возведён в сан архимандрита. 7 апреля 1907 года на архимандрита Симеона было совершено покушение. Пуля попала отцу Симеону в поясной позвонок, вследствие чего нижняя часть тела осталась парализованной. Архимандрит Феодор приехал к тяжело раненному отцу Симеону. Он был уверен, что пуля, искалечившая отца Симеона, предназначалась ему. Появилась легенда, что отец Симеон буквально заслонил собой Владыку Феодора, тем сохранив его жизнь. Видя безнадёжное положение друга, архимандрит Феодор стал хлопотать о его помещении в лучшую больницу Москвы, куда отца Симеона вскоре перевезли в отдельном вагоне.
В 1908 году поселился у своего старца Гавриила и до его кончины в 1915 году жил при нём в Спасо-Елеазаровой пустыни недалеко от Пскова.
После смерти старца Гавриила переехал в Сергиев Посад к епископу Феодору, в то время ректору Московской духовной академии. 1 мая 1917 года архиепископ Феодор был назначен настоятелем Свято-Данилова монастыря, отец Симеон последовал за ним.
Свято-Данилов монастырь закрыли в 1930 году. Отцу Симеону пришлось ехать во Владимир, оттуда в Киржач. 29 декабря 1936 года отец Симеон был арестован чекистами у себя на квартире в Киржаче вместе с келейниками. Он содержался во Владимирской тюрьме, тогда как все арестованные с ним в Киржаче были сразу переведены в Ивановскую тюрьму.
В сентябре 1937 года отец Симеон был осуждён «как руководитель подпольной контрреволюционной организации церковников и монашества „Иноческое братство князя Даниила“». 9 сентября 1937 года расстрелян в Ивановской тюрьме.